# Sinem Yıldız
Sinem Yıldız o Sinem Yıldız Barut (İzmir, 12 d'abril de 1986) és una jugadora de voleibol turca. En la seva carrera professional va jugar pel Galatasaray SK i BJK d'Istanbul, Göztepe de la seva ciutat natal, Türk Telekom i Ankaragücü de la capital de Turquia, Ankara, İdmanocağı de Trebisonda, Çanakkale Belediyespor i Seramiksan.